# Yuta Higuchi
Yuta Higuchi (樋口 雄太 Higuchi Yūta?, Saga, 30 de octubre de 1996) es un futbolista japonés que juega como centrocampista en el Kashima Antlers de la J1 League.

## Trayectoria
En 2019 se unió al Sagan Tosu, donde estuvo tres años antes de recalar en el Kashima Antlers.

## Clubes
| Club            | País  | Año       |
| --------------- | ----- | --------- |
| Sagan Tosu      | Japón | 2019-2021 |
| Kashima Antlers | Japón | 2022-     |

## Estadística de carrera

### J. League
| Club       | Año   | J. League | J. League | Copa J. League | Copa J. League | Total | Total |
| Club       | Año   | Part.     | Goles     | Part.          | Goles          | Part. | Goles |
| ---------- | ----- | --------- | --------- | -------------- | -------------- | ----- | ----- |
| Sagan Tosu | 2019  | 1         | 0         | 5              | 0              | 6     | 0     |
| Total      | Total | 1         | 0         | 5              | 0              | 6     | 0     |